# Символ крузейро
Символ или знак крузейро (₢) — типографский символ, который входит в группу «Символы валют» (англ. Currency Symbols) стандарта Юникод: оригинальное название — Cruzeiro sign (англ.); код — U+20A2. Используется для представления денежных единиц Бразилии, носивших название «крузейро».

## Начертание
Символ крузейро представляет собой лигатуру из двух букв латиницы — заглавной «C» и вписанной в неё строчной «r». Образован от первых двух букв в названии денежной единицы крузейро на португальском языке (порт. Cruzeiro).

## Использование в качестве сокращения названий денежных единиц
Символ «₢» используется для представления исторических денежных единиц Бразилии, носивших название крузейро.
Список денежных единиц с названием «крузейро»
| Денежная единица (на англ. и/или на языке страны эмитента) | Государство (территория) | Период обращения | Варианты краткого представления | Варианты краткого представления | Примеры использования | Примеры использования |
| Денежная единица (на англ. и/или на языке страны эмитента) | Государство (территория) | Период обращения | коды ISO 4217                   | символы                         | на денежных знаках    | на марках             |
| ---------------------------------------------------------- | ------------------------ | ---------------- | ------------------------------- | ------------------------------- | --------------------- | --------------------- |
| Крузейро (порт. cruzeiro)                                  | Бразилия                 | 1942—1967        | —                               | ₢ • Cr$                         |                       |                       |
| Новый крузейро (порт. cruzeiro novo)                       | Бразилия                 | 1967—1970        | —                               | N₢ • NCr$                       |                       |                       |
| Крузейро (порт. cruzeiro)                                  | Бразилия                 | 1970—1986        | BRB                             | ₢ • Cr$                         |                       |                       |
| Крузейро (порт. cruzeiro)                                  | Бразилия                 | 1990—1993        | BRE                             | ₢ • Cr$                         |                       |                       |
| Крузейро реал (порт. cruzeiro real)                        | Бразилия                 | 1993—1994        | BRR (987)                       | CR$                             |                       |                       |